# Podział nieruchomości
Podział nieruchomości – wydzielenie z nieruchomości części przez dotychczasowego właściciela na rzecz nowego. Jest to podział prawny (cywilny). W ujęciu wieczystoksięgowym podział nieruchomości polega na odłączeniu z dotychczasowej księgi wieczystej co najmniej jednej działki gruntu wchodzącej w jej skład (wykreślenie z I działu księgi wieczystej) i założenie dla niej nowej księgi wieczystej. W ujęciu administracyjno-prawnym podział nieruchomości polega na określeniu w dotychczasowych jej granicach innej konfiguracji geodezyjnej działek gruntu wchodzących w jej skład, bez zmiany jej dotychczasowego właściciela – podział geodezyjny.
Akty prawne:
1. Ustawa o gospodarce nieruchomościami z dnia 21 sierpnia 1997 roku (Dz.U. z 2023 r. poz. 344)
2. Rozporządzenie Rady Ministrów z dnia 7 grudnia 2004 w sprawie sposobu i trybu dokonywania podziałów nieruchomości.

## Zakres przedmiotowy
Art. 92
1. Przepisów niniejszego rozdziału nie stosuje się do nieruchomości położonych na obszarach przeznaczonych w planach miejscowych na cele rolne i leśne, a w przypadku braku planu miejscowego do nieruchomości wykorzystywanych na cele rolne i leśne, chyba że dokonanie podziału spowodowałoby konieczność wydzielenia nowych dróg niebędących niezbędnymi drogami dojazdowymi do nieruchomości wchodzących w skład gospodarstw rolnych albo spowodowałoby wydzielenie działek gruntu o powierzchni mniejszej niż 0,3000 ha.
2. Za nieruchomości wykorzystywane na cele rolne i leśne uznaje się nieruchomości wykazane w katastrze nieruchomości jako użytki rolne albo grunty leśne oraz zadrzewione i zakrzewione, a także wchodzące w skład nieruchomości rolnych użytki kopalne, nieużytki i drogi, jeżeli nie ustalono dla nich warunków zabudowy i zagospodarowania terenu.

## Postępowanie o podział

### Wszczęcie postępowania o podział
Postępowanie o geodezyjny podział nieruchomości jest postępowaniem administracyjnym prowadzonym przez wójta, burmistrza lub prezydenta miasta. Wszczęcie postępowania o podział nieruchomości następuje na wniosek osoby mającej w tym interes prawny (np. podmiot uprawniony do wszczęcia postępowania wywłaszczeniowego) lub z urzędu.
Do wniosku podziału załączyć należy:
- dokumenty stwierdzające tytuł prawny do nieruchomości,
- wypis z katastru nieruchomości,
- wstępny projekt podziału opracowany na kopii mapy zasadniczej, a w przypadku jej braku na kopii mapy katastralnej,
- decyzję o warunkach zabudowy i zagospodarowania terenu.

### Wstępny projekt podziału
Wstępny projekt podziału zawiera:
- opis i położenie nieruchomości,
- granice i oznaczenia nieruchomości podlegającej podziałowi,
- oznaczenia nieruchomości sąsiednich,
- granice i oznaczenia proponowanych do wydzielenia działek gruntu,
- linie ścian oddzieleń przeciwpożarowych na całej wysokości budynku, jeżeli przedmiotem podziału jest nieruchomość zabudowana, a jej podział powodowałby także podział tego budynku,
- powierzchnie projektowanych do wydzielenia działek gruntu.

Zgodność proponowanego podziału nieruchomości z ustaleniem miejscowego planu zagospodarowania przestrzennego opiniuje wójt, burmistrz lub prezydent miasta w formie postanowienia, na które przysługuje zażalenie do SKO.
W przypadku, gdy gmina nie posiada miejscowego planu zagospodarowania przestrzennego oraz gdy:
- gmina nie ogłosiła o przystąpienie do sporządzenia planu – zasady podziału ustala się w decyzji o warunkach zabudowy i zagospodarowania terenu,
- gmina ogłosiła o przystąpienie do sporządzenia planu – postępowanie w sprawie podziału zawiesza się do czasu uchwalenia tego planu, jednak nie dłużej niż na 6 miesięcy.

Pozytywna opinia stanowi podstawę do opracowania projektu podziału nieruchomości w formie operatu przez osobę posiadającą stosowne uprawnienia geodezyjne.

## Podział nieruchomości

### Procedura sporządzania operatu z podziału nieruchomości
Sporządzenie dokumentacji (operatu) z projektem podziału nieruchomości składa się z następujących czynności:
- zgłoszenie pracy w PODGiK,
- analiza materiałów pozyskanych z zasobu (osnowa geodezyjna, mapa zasadnicza, ewidencja gruntu, inne opracowania),
- badania stanu prawnego nieruchomości – księgi wieczyste, zbiory dokumentów itp.,
- przyjęcie granic nieruchomości dzielonej – według istniejącego stanu prawnego lub według stanu uwidocznionego w katastrze nieruchomości, zawiadomienie, protokół przyjęcia granicy,
- pomiar motywów sytuacyjnych, pomiar aktualizacyjny,
- wykonanie mapy z projektowanym podziałem (elementy projektowane mają kolor czerwony),
- sporządzanie wykazów zmian danych ewidencyjnych (wykaz powierzchni, wykaz zmian gruntowych, wykaz synchronizacyjny, szkic nieruchomości itp.),
- skompletowanie operatu technicznego zgodnie z Instrukcją O-3 lub innymi warunkami określonymi przez PODGiK,
- kontrola techniczna,
- przyjęcie operatu do zasobu.

Operat przyjęty do państwowego zasobu geodezyjnego i kartograficznego stanowi podstawę do wydania decyzji zatwierdzającej podział. Decyzję taką wydaje wójt, burmistrz lub prezydent miasta. Decyzja stanowi podstawę do dokonania wpisów w księdze wieczystej oraz w katastrze nieruchomości. Decyzja stanowi także podstawę utrwalenia na gruncie nowo wyznaczonych punktów granicznych znakami granicznymi i sporządzenia protokołu według zasad określonych w przepisach o rozgraniczeniu nieruchomości.

### Opłata adiacencka
Jeżeli w wyniku podziału nieruchomości dokonanego na wniosek właściciela lub użytkownika wieczystego, który wniósł opłaty roczne za cały okres użytkowania tego prawa, wzrośnie jej wartość, wójt, burmistrz lub prezydent miasta może ustalić, w drodze decyzji, opłatę adiacencką.
Wysokość stawki procentowej opłaty adiacenckiej ustala rada gminy, w drodze uchwały, w wysokości nie większej niż 30% różnicy wartości nieruchomości.
Ustalenie opłaty adiacenckiej może nastąpić w terminie 3 lat od dnia, w którym decyzja zatwierdzająca podział nieruchomości stała się ostateczna.

## Podział nieruchomości o nieuregulowanym stanie prawnym – realizacja celu publicznego
Art. 97 a. W przypadku dokonywania z urzędu podziału nieruchomości o nieuregulowanym stanie prawnym stosuje się następujące zasady:
1. informacje o zamiarze dokonania podziału wójt, burmistrz lub prezydent miasta podaje do publicznej wiadomości w sposób zwyczajowo przyjęty w danej miejscowości oraz przez ogłoszenie w prasie o zasięgu ogólnokrajowym,
2. jeżeli w terminie dwóch miesięcy od dnia ogłoszenia nie zgłoszą się osoby, którym przysługuje prawo rzeczowe do nieruchomości, można wszcząć postępowanie podziałowe,
3. po bezskutecznym terminie, o którym mowa w punkcie 2, wójt, burmistrz lub prezydent miasta może wydać decyzję zatwierdzającą podział nieruchomości,
4. decyzja podlega ogłoszeniu w sposób określony w art. 49 w KPA.

## Wspólny podział nieruchomości sąsiednich (podział warunkowy)
Art. 98b. Właściciele albo użytkownicy wieczyści nieruchomości ukształtowanych w sposób uniemożliwiający ich racjonalne zagospodarowanie mogą złożyć zgodny wniosek o ich połączenie i ponowny podział na działki gruntu, jeżeli przysługują im jednorodne prawa do tych nieruchomości. Do wniosku należy dołączyć złożone w formie aktu notarialnego, zobowiązanie do dokonania w drodze zamiany, wzajemnego przeniesienia praw do części ich nieruchomości.

## Podział nieruchomości niezależnie od miejscowego planu zagospodarowania
1. zniesienia współwłasności nieruchomości zabudowanej co najmniej dwoma budynkami, wzniesionymi na podstawie pozwolenia na budowę, jeżeli podział ma polegać na wydzieleniu dla poszczególnych współwłaścicieli, wskazanych we wspólnym wniosku, budynków wraz z działkami gruntu niezbędnymi do prawidłowego korzystania z tych budynków;
2. wydzielenie działki budowlanej, jeżeli budynek został wzniesiony na tej działce przez samoistnego posiadacza w dobrej wierze;
3. w celu wydzielenia części nieruchomości, której własność lub użytkowanie wieczyste zostały nabyte z mocy prawa;
4. w celu realizacji roszczeń do części nieruchomości wynikającej z przepisów prawa;
5. w celu realizacji przepisów dotyczących przekształceń własnościowych albo likwidacji przedsiębiorstw państwowych lub samorządowych;
6. wydzielenia części nieruchomości objętej decyzją o ustaleniu lokalizacji drogi publicznej, decyzją o pozwoleniu na realizację inwestycji w zakresie budowli przeciwpowodziowych;
7. w celu wydzielenia części nieruchomości objętej decyzją o ustaleniu lokalizacji linii kolejowej;
8. w celu wydzielenia działki budowlanej niezbędnej do korzystania z budynku mieszkalnego;
9. w celu wydzielenia działek gruntu na terenach zamkniętych.

Podziały wykonywanie niezależnie od ustaleń miejscowego planu zagospodarowania przestrzennego nie wymagają postanowienia.

## Podział nieruchomości z urzędu
Podziału nieruchomości z urzędu dokonuje się:
- jeżeli jest niezbędny do realizacji celów publicznych,
- jeżeli nieruchomość stanowi własność gminy i nie została ona oddana w użytkowanie wieczyste.

Podział można wykonać z urzędu w przypadkach 3-5 zapisanych powyżej.
Działki gruntu wydzielone pod drogi publiczne, budowle przeciwpowodziowe z nieruchomości, której podział zostanie dokonany na wniosek właściciela, przechodzą z mocy prawa, odpowiednio na własność gminy, powiatu, województwa lub Skarbu Państwa z dniem, w którym decyzja zatwierdzająca podział nieruchomości stała się ostateczna albo orzeczenie o podziale prawomocne. Jeżeli podział nastąpił na wniosek wieczystego użytkownika, prawo użytkowania wieczystego wygasa w stosunku do gruntu wydzielonego pod drogi publiczne.
Za przyjęte działki dotychczasowemu właścicielowi lub wieczystemu użytkownikowi przysługuje odszkodowanie ustalane i wypłacane według zasad obowiązujących przy wywłaszczaniu nieruchomości.

## Sądowy podział nieruchomości
O podziale nieruchomości sąd powszechny orzeka tylko wtedy, jeżeli podział geodezyjny jest niezbędny do rozstrzygnięcia sprawy głównej, należącej do wyłącznej właściwości sądu, np. realizacja roszczenia o wykupienie części nieruchomości zajętej przez samoistnego posiadacza w dobrej wierze przy wznoszeniu budowli czy też sądowe zniesienie współwłasności. W takim postępowaniu nie wydaje się decyzji.

## Podział nieruchomości a regulacja stanu prawnego nieruchomości zajętych pod drogi publiczne
Art. 73 ustawy z dnia 13 października 1998 roku – przepisy wprowadzające ustawy reformujące administrację publiczną.
1. nieruchomości pozostające w dniu 31 grudnia 1998 roku we władaniu Skarbu Państwa lub JST, niestanowiące ich własności, a zajęte pod drogi publiczne, z dniem 1 stycznia 1999 roku stają się z mocy prawa własnością Skarbu Państwa lub JST za odszkodowaniem.
2. odszkodowanie, o którym mowa w ust. 1, wypłaca:
  1. gmina – w odniesieniu do dróg będących w dniu 31 grudnia 1998 r. drogami gminnymi,
  2. Skarb Państwa – w odniesieniu do pozostałych dróg,
3. podstawą do ujawnienia w KW przejścia na własność Skarbu Państwa lub JST nieruchomości, o której mowa w ust. 1, jest ostateczna decyzja wojewody,
4. jeżeli istnieje konieczność określenia granic nieruchomości, które przeszły na własność SP lub JST, wydając decyzję, o której mowa w ustawie 3, nie wydaje się decyzji o podziale nieruchomości.